# Anacleto González Flores
Anacleto González Flores (n. 13 iulie 1888, Tepatitlán de Morelos⁠(d), Jalisco, Mexic – d. 1 aprilie 1927, Guadalajara, Jalisco, Mexic) a fost un avocat mexican executat în timpul regimului condus de generalul Plutarco Elías Calles, sub învinuirea de a fi sprijinit opoziția. 
Papa Benedict al XVI-lea l-a beatificat pe Anacleto González Flores în anul 2005, constatând că a fost ucis in odium fidei (din ură față de credință).